# Pala, Ciad
Pala   este un oraș  în  partea de sud-vest a Ciadului,  centru administrativ al regiunii  Mayo-Kebbi Ouest.